# Coppa FIRA 1976-1977
La Coppa FIRA 1976-77 (in francese Trophée européen FIRA 1976-77), anche Coppa Europa 1976-77, fu il 17º campionato europeo di rugby a 15 organizzato dalla FIRA.
Si tenne dal 17 ottobre 1976 al 24 aprile 1977 tra 6 squadre che si affrontarono con la formula del girone unico.
Il torneo fu vinto dalla Romania, alla sua terza affermazione nella competizione.
Alla piazza d'onore si classificò la campione uscente Francia, mentre l'Italia non giunse neppure tra le prime tre; dopo la soddisfacente Coppa Europa precedente conclusa al secondo posto, il C.T. della squadra azzurra Roy Bish diede le dimissioni a seguito di una sconfitta contro il Marocco; la squadra fu affidata a Isidoro Quaglio che condusse l'Italia alla vittoria contro la Polonia) ma non poté evitare una rovinosa sconfitta 0-69 contro la Romania, all'epoca il peggior passivo della nazionale.
Tale edizione della Coppa vide anche l'esordio dell'Unione Sovietica in una competizione ufficiale di rugby; la debuttante formazione giunse alle spalle della Cecoslovacchia in seconda divisione.
Per la prima volta il torneo fu articolato su tre divisioni, anche se non vi furono promozioni da, e retrocessioni verso, l'ultimo livello.

## Squadre partecipanti
| 1ª divisione | 2ª divisione     | 3ª divisione |
| ------------ | ---------------- | ------------ |
| Francia      | Cecoslovacchia   | Belgio       |
| Italia       | Germania Ovest   | Jugoslavia   |
| Marocco      | Paesi Bassi      | Lussemburgo  |
| Polonia      | Svezia           | Svizzera     |
| Romania      | Unione Sovietica |              |
| Spagna       |                  |              |

## 1ª divisione
| Data       | Incontro             | Risultato | Sede       |
| ---------- | -------------------- | --------- | ---------- |
| 17-10-1976 | Polonia ― Romania    | 8-38      | Nowy Dwór  |
| 13-11-1976 | Polonia ― Marocco    | 13-7      | Sochaczew  |
| 14-11-1976 | Romania ― Francia    | 15-12     | Bucarest   |
| 17-11-1976 | Romania ― Marocco    | 89-0      | Bucarest   |
| 27-11-1976 | Italia ― Spagna      | 17-4      | Roma       |
| 5-12-1976  | Francia XV ― Spagna  | 28-21     | Hendaye    |
| 6-2-1977   | Francia XV ― Italia  | 10-3      | Grenoble   |
| 20-2-1977  | Spagna ― Marocco     | 21-3      | Madrid     |
| 6-3-1977   | Marocco ― Italia     | 10-9      | Casablanca |
| 20-3-1977  | Marocco ― Francia XV | 0-69      | Casablanca |
| 2-4-1977   | Italia ― Polonia     | 29-3      | Catania    |
| 17-4-1977  | Spagna ― Polonia     | 11-3      | Madrid     |
| 24-4-1977  | Spagna ― Romania     | 11-22     | Barcellona |
| 1-5-1977   | Romania ― Italia     | 69-0      | Bucarest   |
| 1-5-1977   | Francia XV ― Polonia | 35-24     | Albi       |

|               | Classifica | G | V | N | P | PF  | PS  | P±   | PT |
| ------------- | ---------- | - | - | - | - | --- | --- | ---- | -- |
|               | Romania    | 5 | 5 | 0 | 0 | 233 | 31  | +202 | 15 |
|               | Francia    | 5 | 4 | 0 | 1 | 154 | 63  | +91  | 13 |
|               | Spagna     | 5 | 2 | 0 | 3 | 68  | 73  | -5   | 9  |
|               | Italia     | 5 | 2 | 0 | 3 | 58  | 96  | -38  | 9  |
|               | Polonia    | 5 | 1 | 0 | 4 | 51  | 120 | -69  | 7  |
| Retrocessione | Marocco    | 5 | 1 | 0 | 4 | 20  | 201 | -181 | 7  |

## 2ª divisione
| Data       | Incontro                     | Risultato | Sede        |
| ---------- | ---------------------------- | --------- | ----------- |
| 10-10-1976 | Paesi Bassi – Svezia         | 34-3      | Hilversum   |
| 17-10-1976 | Cecoslovacchia – URSS        | 9-6       | Říčany      |
| 30-10-1976 | URSS – Svezia                | 72-0      | Tbilisi     |
| 6-11-1976  | Cecoslovacchia – Germania O. | 22-6      | Říčany      |
| 21-11-1976 | Germania O. – Paesi Bassi    | 13-13     | Hannover    |
| 17-4-1977  | Paesi Bassi – Cecoslovacchia | 7-9       | Hilversum   |
| 17-4-1977  | Germania O. – URSS           | 16-22     | Hannover    |
| 8-5-1977   | Svezia ― Germania O.         | 9-32      | Stoccolma   |
| 21-5-1977  | Svezia – Cecoslovacchia      | 12-50     | Göteborg    |
|            | URSS – Paesi Bassi           | 6-0       | per forfait |

|  | Classifica       | G | V | N | P | PF  | PS  | P±   | PT |
|  | ---------------- | - | - | - | - | --- | --- | ---- | -- |
|  | Cecoslovacchia   | 4 | 4 | 0 | 0 | 90  | 31  | +59  | 12 |
|  | Unione Sovietica | 4 | 3 | 0 | 1 | 106 | 25  | +81  | 10 |
|  | Germania Ovest   | 4 | 1 | 1 | 2 | 67  | 66  | + 1  | 7  |
|  | Paesi Bassi      | 4 | 1 | 1 | 2 | 54  | 31  | 23   | 6  |
|  | Svezia           | 4 | 0 | 0 | 4 | 24  | 188 | -164 | 4  |

## 3ª divisione
| Data       | Incontro                 | Risultato | Sede        |
| ---------- | ------------------------ | --------- | ----------- |
| 8-12-1976  | Belgio ― Jugoslavia      | 8-6       | Bruxelles   |
| 11-12-1976 | Svizzera ― Jugoslavia    | 6-18      | Losanna     |
| 16-4-1977  | Svizzera ― Belgio        | 16-25     | Losanna     |
| 27-4-1977  | Belgio ― Lussemburgo     | 24-3      | Bruxelles   |
| 14-5-1977  | Lussemburgo ― Svizzera   | 4-7       | Lussemburgo |
|            | Jugoslavia ― Lussemburgo | n/d       |             |

|  | Classifica  | G | V | N | P | PF | PS | P±  | PT |
|  | ----------- | - | - | - | - | -- | -- | --- | -- |
|  | Belgio      | 3 | 3 | 0 | 0 | 57 | 25 | +32 | 6  |
|  | Jugoslavia  | 2 | 1 | 0 | 1 | 24 | 14 | +10 | 2  |
|  | Svizzera    | 3 | 1 | 0 | 2 | 29 | 47 | -18 | 2  |
|  | Lussemburgo | 2 | 0 | 0 | 2 | 7  | 31 | -24 | 0  |